# Jacob de Wit
Jacob de Wit (19 décembre 1695 à Amsterdam - 12 novembre 1754 à Amsterdam) est un peintre néerlandais spécialisé dans la peinture des scènes religieuses.

## Biographie
Jacob de Wit est né en 1695 à Amsterdam aux Pays-Bas. Il devient célèbre pour ses peintures sur plafonds et sur trumeaux. Il habite à Amsterdam dans le quartier de Keizersgracht. De nombreux appartements de ce quartier sont décorés par Jacob de Wit, comme en témoignent des plafonds et dessus de porte peints par le maître. Ils décorent également les résidences secondaires des familles nobles d'Amsterdam, les buitenplaatsen, établies dans les environs de Haarlem ou de la rivière Vecht. Il a enseigné également la peinture et a eu comme élèves les frères Frans (en) et Jacob Xavery (en).
Il meurt à Amsterdam en 1754.

## Œuvres
- Baptême du Christ dans le Jourdain (1716) – Dessin à la craie et au crayon[1]
- Adoration des Bergers (1726) – Huile sur toile[2]
- Sainte Famille et Trinité (1726) – Huile sur toile[3]
- Allégorie de l'Éphémère (1733) – Huile sur toile[4]
- Les Vestales (1749)  – Huile sur toile  Musée Ingres-Bourdelle Montauban [5]

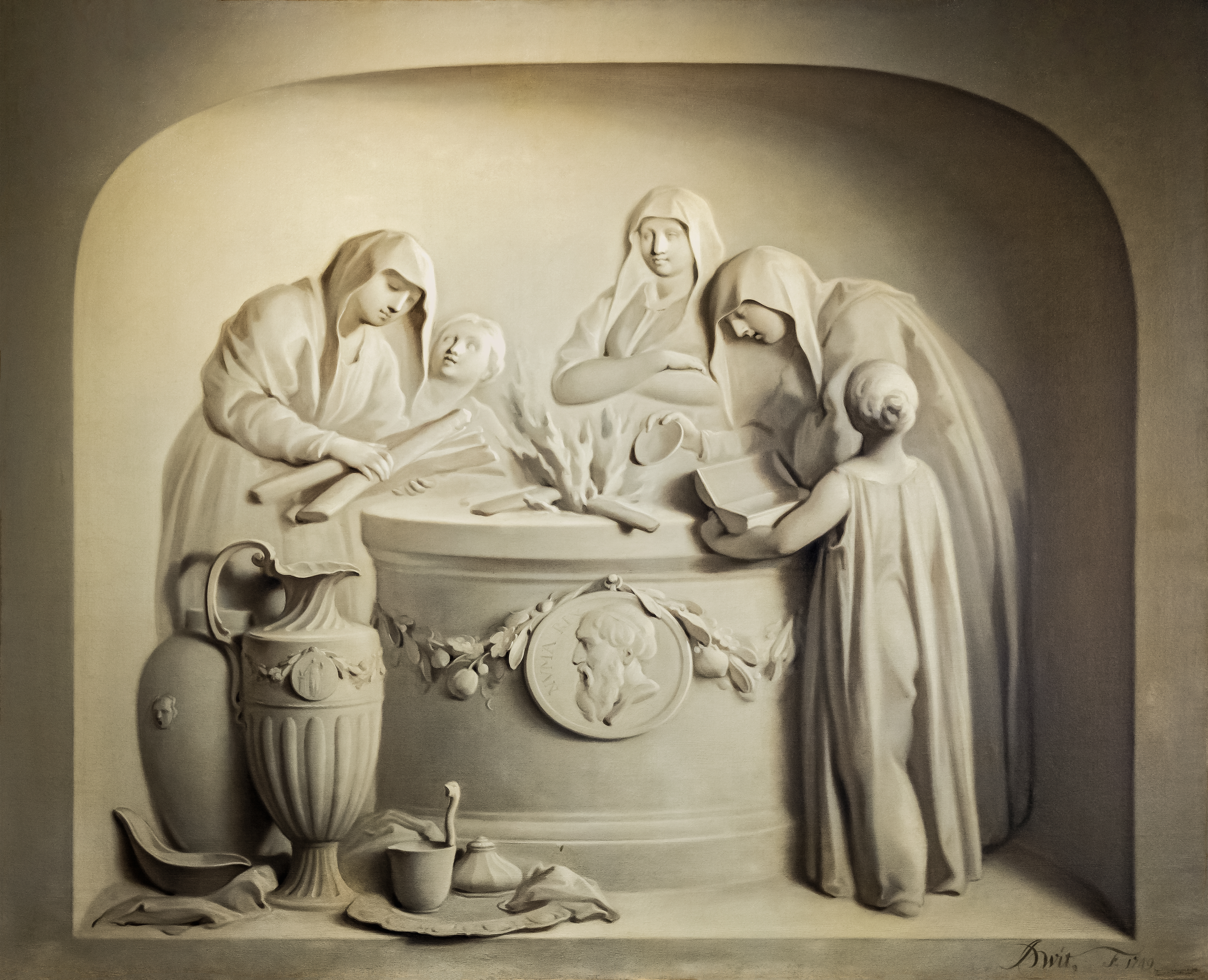
Les Vestales Musée Ingres-Bourdelle
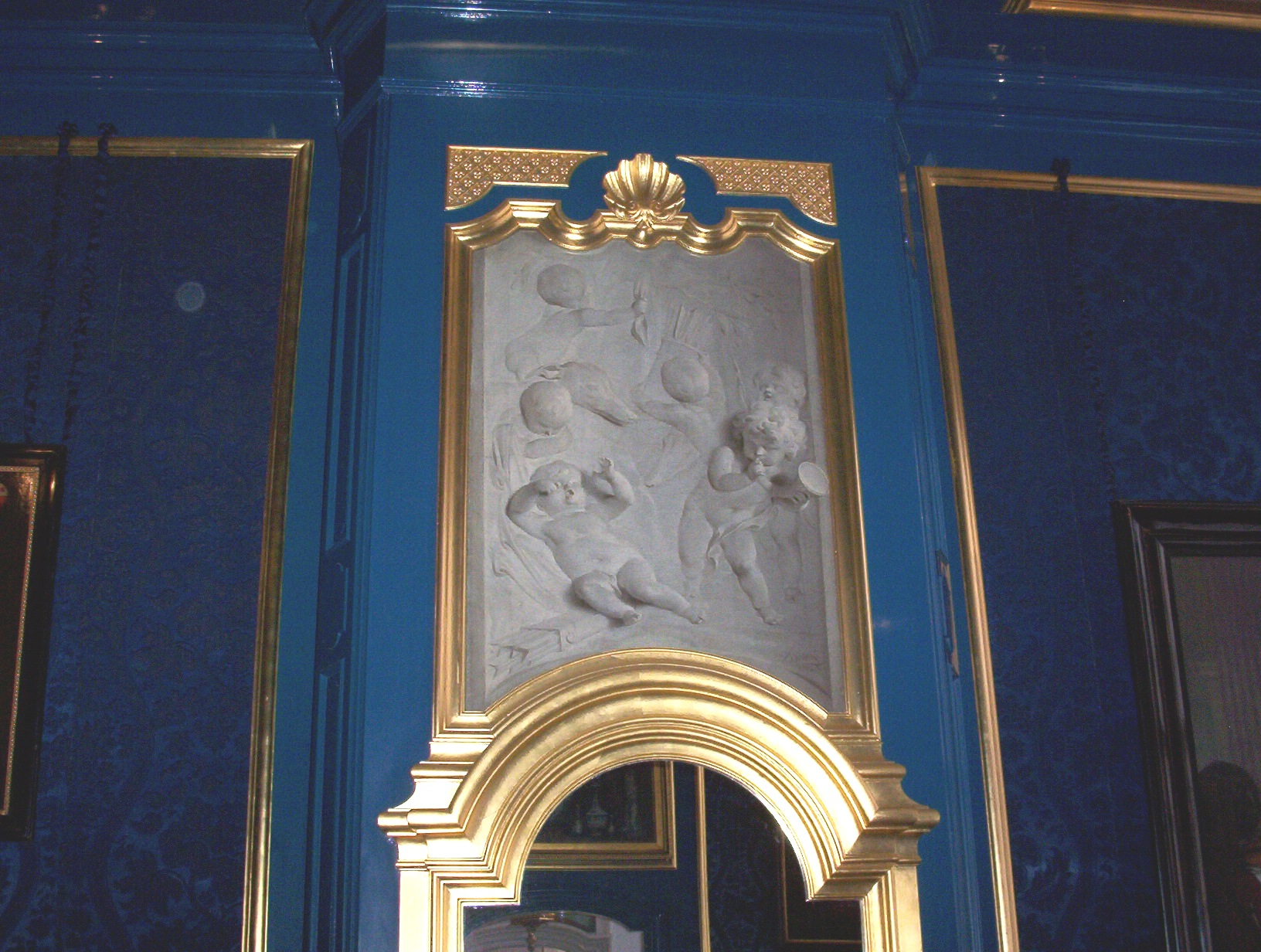
Trumeau avec bas-relief en grisaille Museum Willet-Holthuysen